# Lote (propriedade)

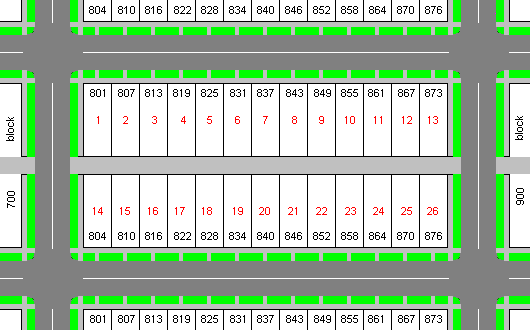
Geograficamente, em espaços urbanos, o lote é uma área no interior de uma quadra. Na ilustração a quadra, representada diagramaticamente, contra-se dividida em 26 lotes.

Lote é uma parcela do solo para fins de edificação e também a fração do terreno resultante do parcelamento do solo que tem frente para via pública ou que com ela se comunica por acesso.
O parcelamento do solo para fins urbanos é a divisão da terra em unidades juridicamente independentes, com vistas à edificação, assim definidas em lei brasileira, desde 1979 (no Brasil, a lei 6.766 de 19 de dezembro de 1979, que substituiu o Decreto-lei 58 de 1937 e derrogou o Decreto-lei 271/67). O parcelamento do solo para fins urbanos pode ser realizado nas formas de loteamento, desmembramento.              
O loteamento é a subdivisão de gleba em lotes destinados à edificação, com abertura de novas vias de circulação, de logradouros públicos ou prolongamento, modificação ou ampliação dos já existentes. O desmembramento é a subdivisão de gleba em lotes destinados à edificação, com aproveitamento do sistema viário existente, desde que não implique na "abertura de novas vias" e logradouros públicos, nem no prolongamento, modificação ou ampliação dos já existentes.              
Os planos diretores municipais brasileiros possuem, entre suas leis complementares, a Lei de Parcelamento do Solo, que define parâmetros e regras para loteamentos e desmembramentos.